# Алиев, Алекпер Гасан оглы
Алекпер Гасан оглы Алиев (азерб. Ələkbər Həsən oğlu Əliyev; 22 декабря 1955 — 7 августа 1992) — азербайджанский химик, Национальный герой Азербайджана (1992, посмертно).

## Биография
Алекпер Алиев родился 22 декабря 1955 года в селе Ишыглы Кубатлинского района Азербайджанской ССР. В 1972 году окончил среднюю школу села Мурадханлы и поступил в Сумгаитскую политехническую школу, после окончания которой два года служил в советской армии. После работал в Обществе химии Кубатлинского района. После возвращения в родное село был назначен заместителем директора совхоза.

### Первая карабахская война
После начала Карабахской войны Алекпер организовал военные отряды, с которым принимал участие в боях за сёла Тюркляр, Сефиян и Суарасы Лачинского района. Погиб в бою за село Суарасы 7 августа 1992 года.

## Память
Указом президента Азербайджанской Республики № 350 от 7 декабря 1992 года Алекперу Гасан оглы Алиеву было присвоено звание Национального Героя Азербайджана (посмертно).
Похоронен Алекпер Алиев на Аллее Шахидов в городе Баку.
Был женат. Осталось четверо детей.
Школа номер 204 Хатаинского района города Баку была названа именем Алекпера Алиева.